# Samuel Sobol
Pour les articles homonymes, voir Sobol.
Samel Lvovitch Sobol (en russe : Самуил Львович Соболь), né le 24 août 1893 à Odessa (Ukraine) et mort le 1er décembre 1960 à Moscou, est un historien des sciences soviétique, spécialiste de la théorie évolutionniste et du développement de la recherche microscopique.

## Biographie
Samuel Sobol est né le 24 août 1893 à Odessa. En 1920, il complète ses études à l'Université Novossibirsk d'Odessa, mais décidera de déménager à Moscou. Après deux ans de recherche d'emploi, il travaillera dans diverses maisons d'édition jusqu'en 1933. Entre 1929 et 1931, il travaille à l'Académie communiste et au Département des sciences biologiques de l'Académie des sciences de l'URSS.
En 1938, Sobol fonde le Cabinet d'histoire du microscope, qui deviendra bientôt le Département d'histoire de la microscopie de l'Institut d'histoire des sciences naturelles. Il deviendra éventuellement directeur du secteur d'histoire des sciences biologiques.
Sur le plan personnel, Sobol était le fils d'un horloger juif et avait 6 frères dont l'ainé, Mark Lvovich, serait arrêté en 1948 avant de mourir dans le camp de travail de Karaganda, laissant derrière lui sa fille Elena. Lorsque celle-ci s'est tournée vers son oncle Samel, celui-ci a refusé de la soutenir.

## Travaux scientifiques
La majorité travaux se concentreront sur l'histoire de la biologie en Russie, l'enseignement de la théorie évolutionniste, le développement de la recherche faisant usage de microscopes et la figure de Charles Darwin, dont il écrit une autobiographie, édite le journal et fait un commentaire des œuvres complètes.

## Reconnaissance
- 1950 - Prix Staline du troisième degré pour l'ouvrage scientifique « Histoire du microscope et de la recherche microscopique en Russie au XVIIIe siècle (История микроскопа и микроскопических исследований в России в XVIII веке).
- Ordre de l'Insigne d'honneur.
- Ordre du Drapeau rouge du Travail
- 1960 - Membre correspondant de l'Académie internationale d'histoire des sciences.